# Carmen (film 1967)
Carmen è un film musicale del 1967 diretto da Herbert von Karajan.

## Trama
Nella regione d'Andalusia canta per le strade di Siviglia la sensuale Carmen che, essendo accusata di omicidio, verrà salvata dal coraggioso Don Josè Navarro. Quest'uomo prova un folle amore per lei ed è disposto a far di tutto pur di ottenerla, ma Carmen è innamorata del torero Escamillo. Quando Don Josè viene a saperlo ripudia Carmen e tenta di ammazzare l'uomo senza riuscirci; quando poi tenta di ristabilire un rapporto con la gitana però senza riuscirvi, Don Josè pieno d'ira la uccide.